# Länsväg N 887
Länsväg N 887 är en övrig länsväg i Hylte kommun i Hallands län (Småland) som går mellan byn Åker i Södra Unnaryds socken och Jönköpings läns gräns vid Ugglebo. Vägen är fem kilometer lång och passerar bland annat byn Getterhult. Genom byn Åker är vägen belagd med asfalt för att därefter fortsätta som grusväg den resterande sträckan fram till länsgränsen. Hela vägen har hastighetsgräns 70 km/h. Vägen har Bärighetsklass 1.
Vägen ansluter till:
- Länsväg N 876 (vid Åker)
- Länsväg F 516 (vid Jönköpings läns gräns nära Ugglebo)